# Paso sobre nivel

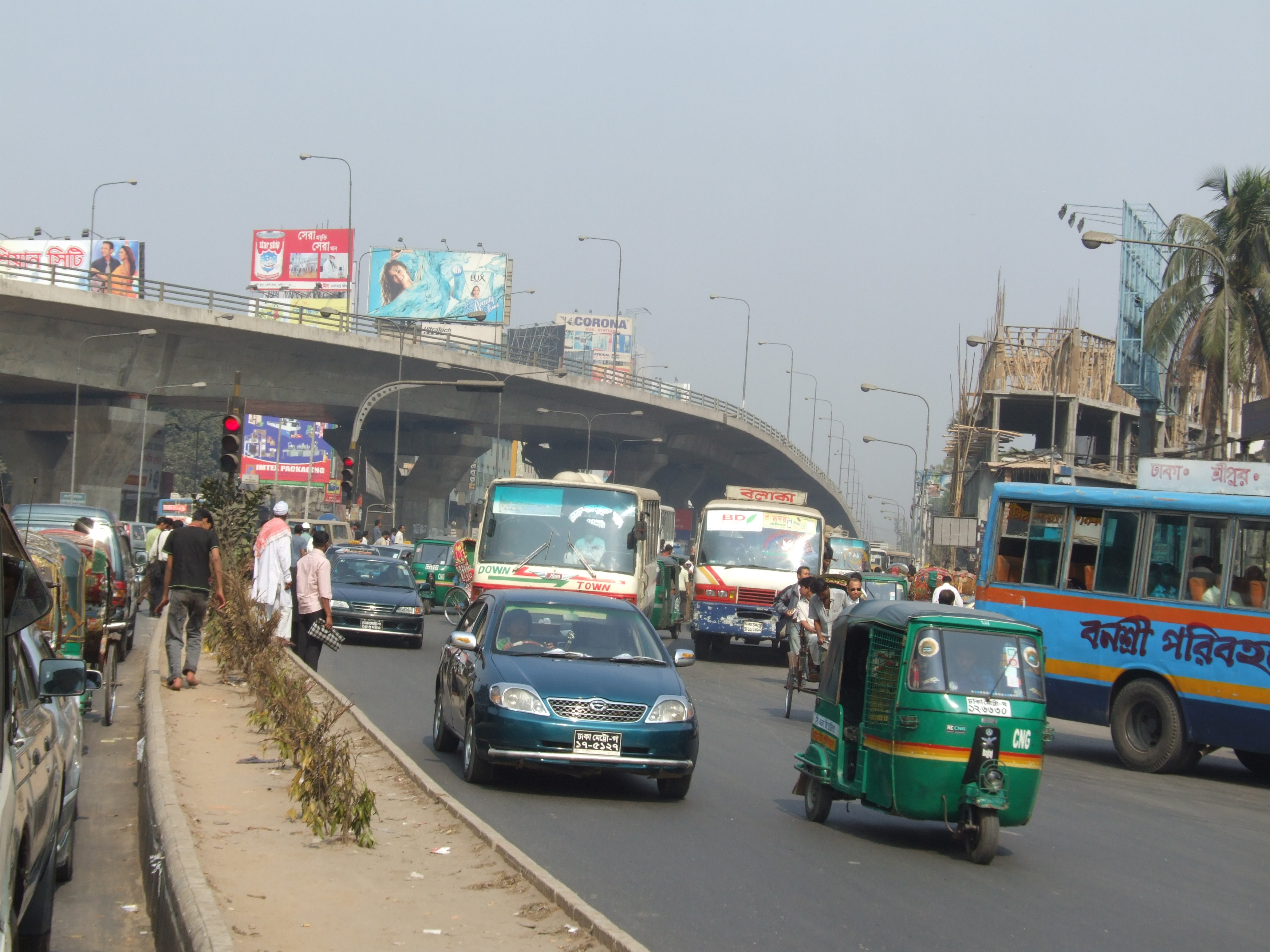
Paso Mohakhali en Daca, Bangladés.

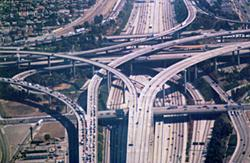
Paso Judge Harry Pregerson Interchange con la Interestatal 110 y Ruta Estatal 110 en Los Ángeles.

Un paso sobre nivel o elevado es un puente, carretera, línea férrea o estructura similar que cruza sobre otra carretera o vía férrea. Un paso sobre nivel y un paso bajo nivel o túnel forman un paso a desnivel. Los nudos viales se componen de varios pasos sobre nivel.

## Historia

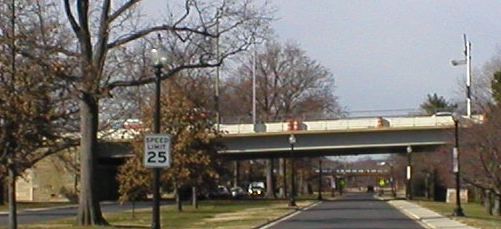
Paso elevado en Washington D. C.

El primer paso elevado de ferrocarril del mundo fue construido en 1843 por el Ferrocarril Londres y Croydon en la estación Norwood Junction para llevar sus carros sobre la línea Brighton.
El primer paso sobre nivel de la India fue inaugurado el 14 de abril de 1965 en Kemps Corner en Bombay. El puente de 15 metros fue construido en aproximadamente siete meses por Shirish Patel con un costo de ₹17.5 lakh (equivalente a USD 820.000 en 2013).